# Весёлый (Добровольно-Васильевский сельсовет)
Весёлый — хутор в Ипатовском районе (городском округе) Ставропольского края Российской Федерации. 

## География
Расстояние до краевого центра: 107 км. Расстояние до районного центра: 14 км.

## История
31 октября 1924 года в Ново-Васильевский сельсовет из Московского района был передан хутор Весёлый.
До 1 мая 2017 года хутор входил в упразднённый Добровольно-Васильевский сельсовет.

## Население
| 1925 | 1926 | 1989 | 2002 | 2010 | 2014 | 2023 |
| ---- | ---- | ---- | ---- | ---- | ---- | ---- |
| 758  | ↘516 | ↘180 | ↗211 | ↘123 | ↘100 | ↗132 |

По данным переписи 2002 года, 58 % населения — русские.

## Инфраструктура
Медицинскую помощь оказывает фельдшерско-акушерский пункт.
Газифицирован осенью 2010 года.
В 400 м к югу от хутора расположено общественное открытое кладбище площадью 6,9 тыс. м².